# Oficina Internacional de Higiene Pública
La Oficina Internacional de Higiene Pública (OIHP) (en francés: Office International d'Hygiène Publique) fue una organización internacional, creada el 9 de diciembre de 1907 en Roma con sede 195 Bulevar Saint-Germain en París (Francia), con el fin de supervisar las normas internacionales relativas a la salud pública, en particular la cuarentena en buques y puertos para evitar la propagación de la peste y cólera entre la población, y para administrar otros tratados internacionales de salud pública.
Fue disuelta por protocolos firmados el 22 de julio de 1946, y sus servicios epidemiológicos se incorporaron a la Comisión Interina de la Organización Mundial de la Salud el 1 de enero de 1947.